# (1357) Khama
Pour les articles homonymes, voir Khama.
(1357) Khama est un astéroïde évoluant dans la ceinture principale, découvert le 2 juillet 1935 par l'astronome sud-africain Cyril V. Jackson depuis l'observatoire de l'Union à Johannesburg.
Son nom fait référence à Khama III, roi du peuple Bamangwato au Bechuanaland. 
Il ne doit pas être confondu avec un autre astéroïde, (1387) Kama.